# Kanton Saint-Macaire
Kanton Saint-Macaire (fr. Canton de Saint-Macaire) je francouzský kanton v departementu Gironde v regionu Akvitánie. Tvoří ho 14 obcí.

## Obce kantonu
- Caudrot
- Le Pian-sur-Garonne
- Saint-André-du-Bois
- Sainte-Foy-la-Longue
- Saint-Germain-de-Grave
- Saint-Laurent-du-Bois
- Saint-Laurent-du-Plan
- Saint-Macaire
- Saint-Maixant
- Saint-Martial
- Saint-Martin-de-Sescas
- Saint-Pierre-d'Aurillac
- Semens
- Verdelais